# Забела Юрій Володимирович
Юрій Володимирович Забела (нар. 16 березня 1964, с. Варварівка Ємільчинський район Житомирської області) — голова Житомирської обласної державної адміністрації (01.11.2007-18.03.2010).

## Біографія
Народився 16 березня 1964 року в селі Варварівка Ємільчинського району Житомирської області.
Освіта вища — у 1986 році закінчив Житомирський сільськогосподарський інститут (тепер ЖНАУ), зооінженер. Має почесне звання «Заслужений працівник сільського господарства України».
Трудову діяльність розпочав у червні 1981 року — різноробочий хмелерадгоспу «Комсомолець», Житомирська обл., Ємільчинський район, с. Варварівка.
Після служби в армії, з грудня 1987 року, працював зоотехніком радгоспу ім. XXV з'їзду КПРС, Житомирська обл., Ємільчинський район, с. Рихильське.
З серпня 1989 року — головний зоотехнік, заступник директора радгоспу «Київський», Київська обл., Макарівський район, с. Маковище.
З грудня 1992 року по листопад 1995 року працював єгерем Дубраво-Ленінського мисливського господарства, Київська обл., Бородянський район, с. Пороскотень.
З листопада 1995 року по жовтень 2002 року очолював сільгосппідприємство «Київське» у с. Маковище Макарівського району Київської області.
З жовтня 2002 року по грудень 2006 року — директор ТОВ "Агрофірма «Київська», Київська обл., Макарівський район, с. Маковище.
Депутат Макарівської районної ради (Київська область).
З січня 2007 року — голова Макарівської райдержадміністрації Київської області.
Указом Президента України від 25.10.2007 № 1011/2007 призначений тимчасово виконуючим обов'язки голови Житомирської обласної державної адміністрації.
Указом Президента України від 01.11.2007 № 1032/2007 призначений головою Житомирської обласної державної адміністрації.
Указом Президента України від 18.03.2010 № 367/2010 звільнений голова Житомирської обласної державної адміністрації.